# Henry Brooke, 11:e baron Cobham
Henry Brooke, 11:e baron Cobham, född 22 november 1564, död 24 januari 1618 (gamla stilen) / 3 februari 1619 (nya stilen), var en engelsk adelsman. Han var son till William Brooke, 10:e baron Cobham och hovdamen Frances Newton. 
Cobham utbildade sig vid King's College, Cambridge och tog över titeln som lord efter sin far år 1597. Han gifte sig med Frances Howard, dotter till Charles Howard, 1:e earl av Nottingham och Catherine Howard, grevinna av Nottingham. Cobham kan ha inspirerat William Shakespeare att skapa sin rollfigur John Falstaff, även om det i så fall är mer troligt att Falstaff har sitt ursprung i Cobhams far. Nutida källor beskriver ofta Cobham som en godmodig, men ointelligent man.
Cobham var, tillsammans med Thomas Grey, 15:e baron Grey de Wilton, emot att Jakob I av England skulle bli monark efter Elisabet I av Englands död. Cobham var relativt ointresserad av det politiska klimatet i England, men hans bror (sir George Brooke) var djupt involverad och även radikal i sitt politiska tänkande. År 1603 var bröderna med i varsin sammansvärjning mot kung Jakob; Brooke tillsammans med prästerna William Watson samt William Clark och Cobham tillsammans med bland annat Grey och Walter Raleigh. Cobham och Grey skulle samla ihop £160 000 för att ha råd med en armé som skulle avskaffa Jakob och istället göra Arabella Stuart till monark. 
Sammansvärjningen misslyckades och Cobham, Grey och Raleigh fängslades i Towern. Cobham släpptes dock några år senare efter att ha benådats, men han var då åldrad och sjuk och dog kort därefter i en smutsig lägenhet i Minories, London.